# Klatka dla ptaków
Klatka dla ptaków (ang. The Birdcage) – amerykańska komedia w reżyserii Mike’a Nicholsa z 1996 r. 
Remake francusko-włoskiego filmu Klatka szaleńców z 1978 r. w reżyserii Jeana Poiret i Francisa Vebera z Michelem Serraultem i Ugo Tognazzim w rolach głównych.

## Role główne
- Robin Williams jako Armand Goldman
- Nathan Lane jako Albert Goldman
- Hank Azaria jako Agador Spartacus, służący u Goldmanów
- Gene Hackman jako senator Kevin Keeley
- Dianne Wiest jako Louise Keeley
- Dan Futterman jako Val Goldman
- Calista Flockhart jako Barbara Keeley
- Christine Baranski jako Katherine Archer

## Nagrody i nominacje (1997)
- - dla Bo Welch i Cheryl Carasik nominacja do Oscara w kategorii najlepsza scenografia
  - dla Robina Williamsa nominacja do MTV Movie Awards w kategorii najlepszy aktor komediowy
  - dla Robina Williamsa i Nathana Lanea nominacja do MTV Movie Award w kategorii najlepszy duet aktorski
  - dla Nathana Lanea nominacja do Złotego Globu w kategorii najlepszy aktor w komedii lub musicalu
  - nominacja dla filmu do Złotego Globu w kategorii najlepszy musical lub komedia
  - dla Gene Hackmana Blockbuster Entertainment Award w kategorii najlepszy aktor komediowy
  - dla Dianne Wiest Blockbuster Entertainment Award w kategorii najlepsza aktorka komediowa
  - dla Hanka Azarii Screen Actors Guild Award w kategorii najlepszy aktor komediowy